# Begonia cucullata
La begonietta (Begonia cucullata Willd.) è una pianta apparente alla famiglia delle Begoniaceae.

## Descrizione
La specie ha delle foglie carnose, rotonde, verde brillante o bronzo-rossastro. Il fusto raggiunge i 25–40 cm di altezza. I fiori sono piccoli con quattro petali, carnosi, di colore bianco, rosa o rossi.

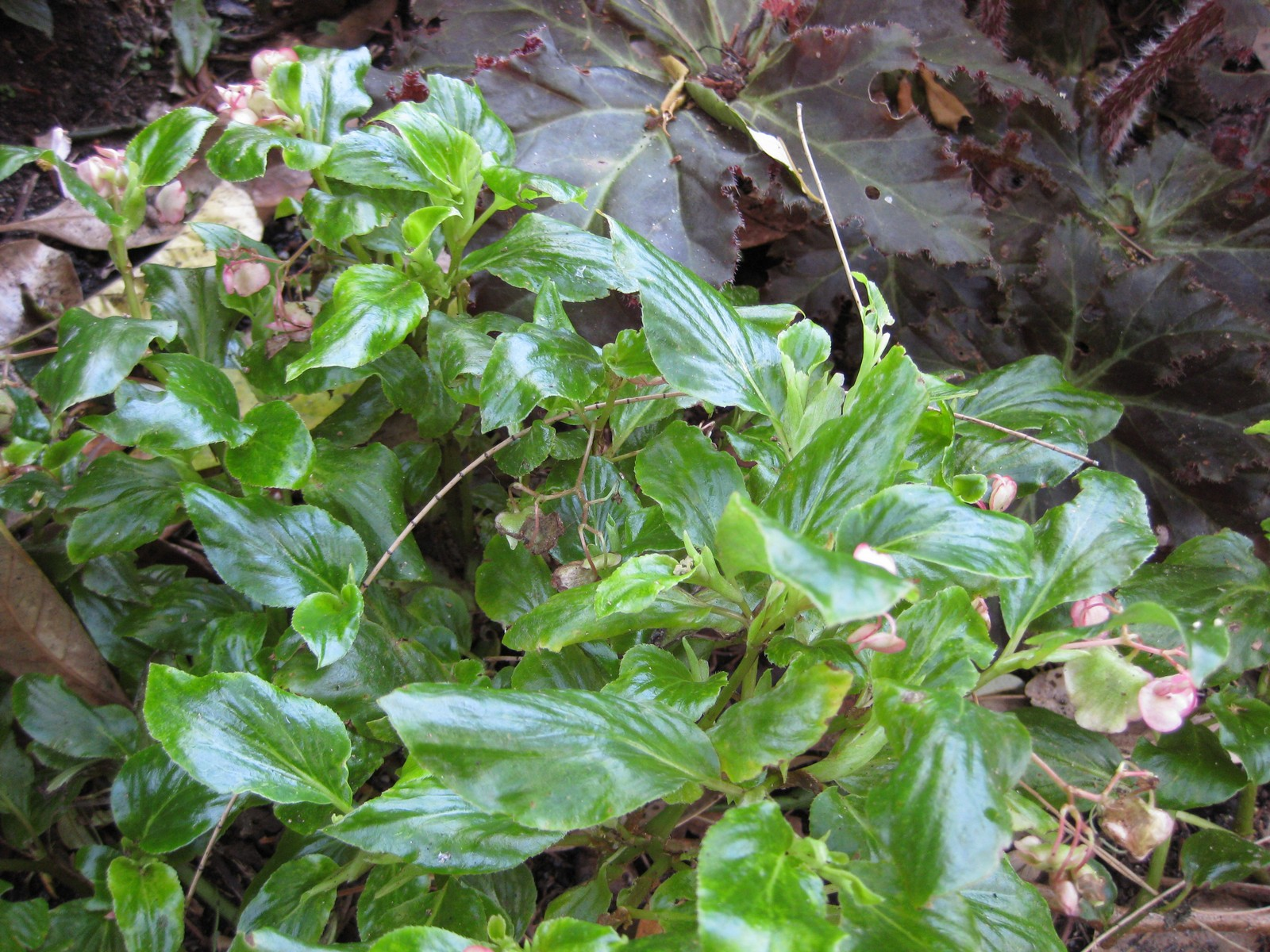
Le foglie
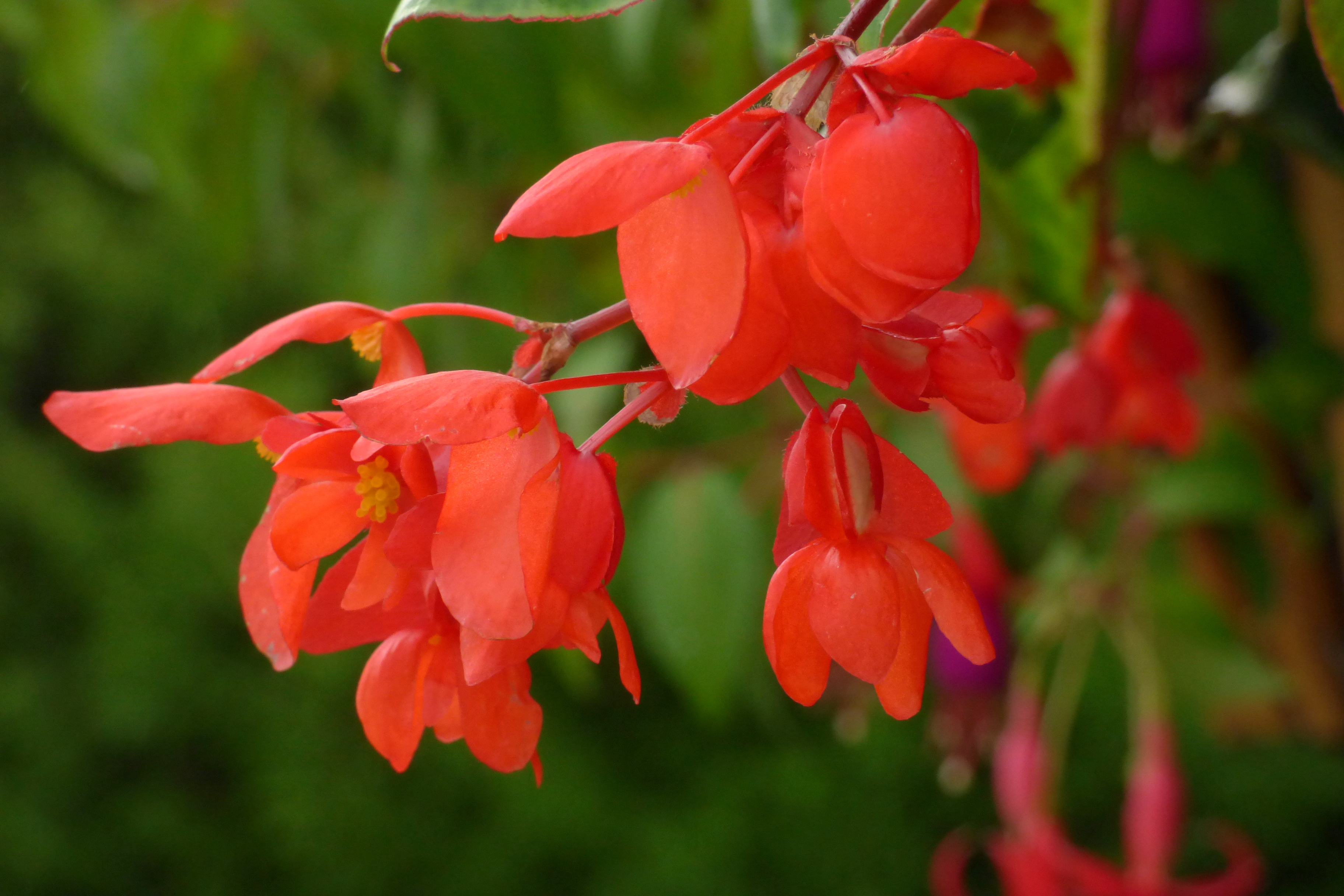
I fiori
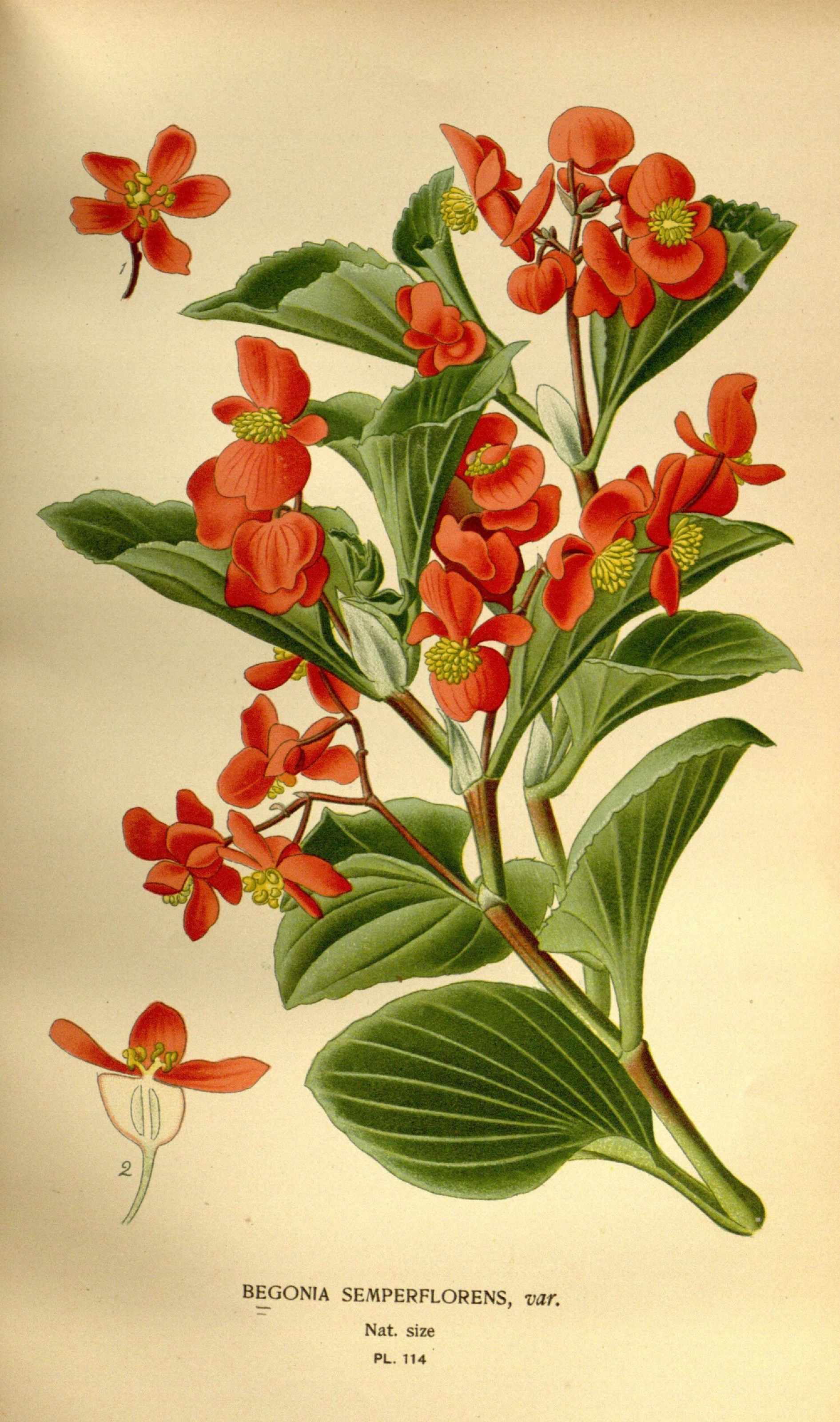
Tavola botanica

## Distribuzione e habitat
La pianta è diffusa in Argentina, Bolivia, Brasile, Paraguay, Uruguay.